# Branka Katić
Branka Katić (Beograd, 20. siječnja 1970.) je srbijanska glumica.
Glumu je studirala na Akademiji dramskih umjetnosti u Novom Sadu, u klasi Rade Šerbedžije.
Trenutno živi i radi u Londonu, gdje je i udana za redatelja Juliana Farina.

## Filmografija
Branka Katić počinje glumiti još kao tinejdžerka. Prvi film koji je snimila bio je Nije lako s muškarcima Mihaila Vukobratovića, u kome glumi s doajenima srpskog i jugoslavenskog glumišta Milenom Dravić i Ljubišom Samardžićem.

## Vanjske poveznice
- Branka Katić na IMDb-u